# James McLane
James Price (Jimmy) McLane jr. (Pittsburgh, 13 september 1930 – Ipswich, 13 december 2020) was een Amerikaans zwemmer. Hij was wereldrecordhouder en werd één keer olympisch kampioen op de 1500 meter vrije slag en twee keer op de 4x200 meter vrije slag.

## Biografie
Jimmy McLane werd in 1944 de jongste zwemkampioen van de AAU-wedstrijden door de lange afstand op de leeftijd van dertien jaar te winnen. In zijn lange carrière, die in 1955 eindigde, won McLane naast vier olympische medailles ook drie gouden op de Pan-Amerikaanse Spelen 1955, 21 AAU-titels en - terwijl hij studeerde aan de Yale-universiteit, twee NCAA-kampioenschappen in 1953. Hij veroverde de Pan-Amerikaanse medailles op de 400 meter vrije slag, de 1500 meter vrije slag en de 4x200 meter vrije slag (met Wayne Moore, Bill Yorzyk en Martin P. Smith). Hij was toen de oudste winnaar: 24 jaar, getrouwd en zwemmend voor de Army.
Hij nam daarnaast deel aan twee edities van de Olympische Zomerspelen, Londen 1948 en Helsinki 1952, en won er dus vier medailles. In 1948 won hij goud op de 1500 meter vrije slag en de 4x200 meter vrije slag (met Walter Ris, Wally Wolf en William Smith). Verder won hij zilver op de 400 meter vrije slag. Vier jaar later veroverde hij weer goud op de 4x200 meter vrije slag (nu met Wayne Moore, Bill Woolsey en Ford Konno). Daarnaast werd hij vierde op de 1500 meter vrij en zevende op de 400 meter vrij.
McLane werd in 1970 opgenomen in de International Swimming Hall of Fame. Hij overleed in 2020.

## Erelijst
- Olympische Zomerspelen: 3x , 1x
- Pan-Amerikaanse Spelen: 3x

1908: Henry Taylor ·
1912: George Hodgson ·
1920: Norman Ross ·
1924: Boy Charlton ·
1928: Arne Borg ·
1932: Kusuo Kitamura ·
1936: Noboru Terada ·
1948: James McLane ·
1952: Ford Konno ·
1956: Murray Rose ·
1960: John Konrads ·
1964: Bob Windle ·
1968: Mike Burton ·
1972: Mike Burton ·
1976: Brian Goodell ·
1980: Vladimir Salnikov ·
1984: Mike O'Brien ·
1988: Vladimir Salnikov ·
1992: Kieren Perkins ·
1996: Kieren Perkins ·
2000: Grant Hackett ·
2004: Grant Hackett ·
2008: Oussama Mellouli ·
2012: Sun Yang ·
2016: Gregorio Paltrinieri  ·
2020: Bobby Finke
1908: Derbyshire, Radmilovic, Foster, Taylor ·
1912: Healy, Champion, Boardman, Hardwick ·
1920: McGillivray, Kealoha, Ross, Kahanamoku ·
1924: O'Connor, Glancy, Breyer, Weissmuller ·
1928: Clapp, Laufer, Kojac, Weissmuller ·
1932: Miyazaki, Yusa, Yokoyama, Toyoda ·
1936: Yusa, Sugiura, Taguchi, Arai ·
1948: Ris, McLane, Wolf, Smith ·
1952: Moore, Woolsey, Konno, McLane ·
1956: O'Halloran, Devitt, Rose, Henricks ·
1960: Harrison, Blick, Troy, Farrell ·
1964: Clark, Saari, Ilman, Schollander ·
1968: Nelson, Rerych, Spitz, Schollander ·
1972: Kinsella, Tyler, Genter, Spitz ·
1976: Bruner, Furniss, Naber, Montgomery ·
1980: Kopljakov, Salnikov, Stoekolkin, Krylov ·
1984: Heath, Larson, Float, Hayes ·
1988: Dalbey, Cetlinski, Gjertsen, Biondi ·
1992: Lepikov, Pysjnenko, Tajanovitsj, Sadovy ·
1996: Davis, Hudepohl, Schumacher, Berube ·
2000: Thorpe, Klim, Pearson, Kirby ·
2004: Phelps, Lochte, Vanderkaay, Keller ·
2008: Phelps, Lochte, Berens, Vanderkaay ·
2012: Lochte, Dwyer, Berens, Phelps ·
2016: Dwyer, Haas, Lochte, Phelps ·
2020: Dean, Guy, Richards, Scott ·
2024: Guy, Dean, Richards, Scott